# حارة الشارع العام (لودر)
حارة الشارع العام هي إحدى حارات حي لودر بمدينة لودر التابعة لمحافظة أبين، بلغ تعداد سكانها 5553 نسمة حسب تعداد اليمن لعام 2004.